# مايك موسلي
مايك موسلي (بالإنجليزية: Mike Mosley)‏ هو سائق سباق أمريكي، ولد في 13 ديسمبر 1946 في أوكلاهوما سيتي في الولايات المتحدة، وتوفي في 3 مارس 1984 بسبب حادث مرور.